# 천종원
천종원(1996년 2월 7일~)은 대한민국의 암벽등반 선수이다. 2015년과 2017년에 IFSC 암벽등반 월드컵 볼더링 부문에서 우승을 차지했고, 2018년에는 세계 선수권 대회에서 볼더링 부문 동메달, 아시안 게임에서 복합 부문 금메달을 획득했다.